# ジョン・カートレット (第2代グランヴィル伯爵)
第2代グランヴィル伯爵、第2代カートレット男爵ジョン・カートレット（英語: John Carteret, 2nd Earl Granville, 2nd Baron Carteret, KG, PC、1690年4月22日 - 1763年1月2日）は、イギリスの政治家、貴族。
ホイッグ党の政治家だが、第3代サンダーランド伯爵チャールズ・スペンサーの派閥に属し、反ウォルポール的な立場をとった。ウォルポール失脚後には事実上の首相になっていたが、ウォルポール派のヘンリー・ペラムらとの闘争に敗れて失脚した。

## 経歴

### 前半生
1690年4月22日、初代カートレット男爵ジョージ・カートレットとその妻グレイス（初代バース伯爵ジョン・グランヴィルの娘）の間の長男として生まれる。初代サンドウィッチ伯爵エドワード・モンタギューは父方の曾祖父に当たる。
5歳の時の1695年9月22日に父の死により第2代カートレット男爵を継承、ウェストミンスター・スクールを経てオックスフォード大学クライスト・チャーチで学ぶ。
1711年5月25日から貴族院議員に列し、ホイッグ党に所属した。国王ジョージ1世からも信任を受け、1714年10月に寝室侍従紳士、1715年7月にはジャージー土地管理官、1716年7月にはデヴォン知事に就任。
1717年に第2代タウンゼンド子爵チャールズ・タウンゼンドが解任されたことでホイッグ党が分裂した際には第3代サンダーランド伯爵チャールズ・スペンサーの派閥に属した。
1719年6月から大北方戦争でスウェーデン女王ウルリカ・エレオノーラとの講和の特使としてスウェーデンに派遣された。その交渉でカートレットはバルト海で損害を被った全イギリス臣民への補償、バルト海でのイギリス船籍の航行の自由の保障を取り付ける事に成功し、ストックホルム条約が締結される運びとなった。

### ウォルポール内閣で
1721年3月にロバート・ウォルポール政権の南部担当国務大臣に就任すると共に枢密顧問官となる。ウォルポール政権下では外交を担当、ジョージ1世の信任も厚く、1723年夏には国王に随伴して大陸に渡っている。しかしその国王からの信任ぶりと、サンダーランド派として反ウォルポール的だったことから、ウォルポールから危険視された。そのため1724年春には外交上の失態を理由にしてアイルランド総督に左遷された。
アイルランド総督在任中、アイルランド貨幣鋳造権を得たイングランド人ウィリアム・ウッドが「ウッドの半ペンス」と呼ばれた銅貨を大量発行し、これが原因でアイルランド人の抵抗運動が激しくなった。国務大臣時代のカートレットは、ウォルポールへの対抗からアイルランドに融和的だったが、立場上厳しい弾圧をしなければならなくなった。しかし効果は上がらず、アイルランド人の抵抗運動は激しくなる一方だった。結局ウォルポールがウッドの貨幣鋳造権を撤回することを宣言することで事態の収拾を図った。1730年にウォルポールは政権内主導権を一層固めるために反抗的なタウンゼンド子爵を解任、直後にカートレットもアイルランド総督から解任した。

### ウォルポール退陣後の政界で
1741年の総選挙で与党ウォルポール派ホイッグの議席が大幅に減り、1742年2月にウォルポールは退陣した。カートレットは反ウォルポール派から待望され、後継の初代ウィルミントン伯爵スペンサー・コンプトン内閣に北部担当国務大臣として入閣し、同内閣の主導的地位に就いた。ただし当時の国王の閣僚人事権はいまだ大きかったので、ウォルポール派のペラム兄弟（初代ニューカッスル公爵トマス・ペラム＝ホリスとヘンリー・ペラム）も国王ジョージ2世の意向で政権に留まった。
同君連合国ハノーファー選帝侯領の防衛を重視するカートレットは、1743年中にオーストリア継承戦争の指揮を執るために大陸へ向かったジョージ2世に随伴して本国を不在にした。その間の1743年7月に首相ウィルミントン伯が死去したが、カートレット不在のため、後任にはヘンリー・ペラムが就任した。カートレットは秋に帰国したが、その時までにはペラム兄弟は政権内で確固たる地位を確立しており、カートレットの孤立は深まった。カートレットのハノーファー優先策は政府内ではペラム兄弟から、議会では大ピットら反政府派ホイッグから批判に晒された。
1744年10月18日には母の死により第2代グランヴィル伯爵位を継承した。同年11月の議会招集直前、ペラムはグランヴィル伯の更迭をジョージ2世に上奏し、渋っていた国王に強引に解任を認めさせた。しかしグランヴィルは親ハノーファー派として国王から厚く信任されており、解任後も国王から助言を求められつづけた。国王はグランヴィル内閣を発足させようと画策もしたが、議会の支持が得られずに失敗に終わっている。
それでも国王の強い寵愛で1749年にはガーター勲章を受勲し、1751年から死去まで5代の内閣において枢密院議長を務めた。1763年1月2日にバースで死去、72歳であった。爵位は長男のロバート・カートレットが継承した。

## 栄典

### 爵位/準男爵位
1695年9月22日の父ジョージ・カートレットの死去により以下の爵位・準男爵位を継承した
- ベッドフォード州のハウネス（英語版）の第2代カートレット男爵 (2nd Baron Carteret of Hawnes, in the County of Bedford)
(1681年10月19日の勅許状によるイングランド貴族爵位)
- "ジャージー島におけるMeteschesの"第3代準男爵 (3rd Baronet "of Metesches, in Jersey")

1744年10月18日の母グレイス・カートレットの死去により以下の爵位を継承した。
- 第2代グランヴィル伯爵 (2nd Earl Granville)
(1715年1月1日の勅許状によるグレートブリテン貴族爵位)
- 第2代カートレット子爵 (2nd Viscount Carteret)
(1715年1月1日の勅許状によるグレートブリテン貴族爵位)

### 勲章
- 1749年、ガーター勲章ナイト(KG)[1]

## 家族
2度結婚している。
- 最初の妻は1710年に結婚したフランセス・ウォースレイ（? - 1743年）。彼女は第4代準男爵サー・ロバート・ウォースレイの娘である。彼女の間に以下の子を儲けた[2]。
  - グレイス・カートレット（1713年 - 1755年） - 第4代ディザート伯爵（英語版）ライオネル・トルマッシュと結婚。
  - ルイーザ・カートレット（1714年 - 1736年） - 第2代ウェイマス子爵トマス・シンと結婚
  - ジョージアナ・カートレット（1716年 - 1780年） - ジョン・スペンサー（英語版）と結婚。初代スペンサー伯爵ジョン・スペンサーの母。
  - ロバート・カートレット（1721年 - 1776年） - 第3代グランヴィル伯爵

- 2番目の妻は1744年に結婚したソフィア・ファーマー。彼女は初代ポムフレット伯爵（英語版）トマス・ファーマーの娘だった。彼女との間に娘を一人儲けた[2]。
  - ソフィア・カートレット（1745年 - 1771年） - 初代ランズダウン侯爵ウィリアム・ペティと結婚。